# خابووو-شوینگاره
خابووو-شوینگاره (به لهستانی:  Chabowo-Świniary) یک روستا در لهستان است که در گمینا زاویز واقع شده‌است.